# 費內倫 (內華達州)
費內倫（英語：Fenelon）是位於美國內華達州埃爾科縣的鬼鎮。

## 地理
費內倫所處的海拔為高於海平面1878米（即6162英呎），而該地所採用的時區為UTC-8，即太平洋时区（PST）。同時該地設有夏令時間，為UTC-8調快一小時，即UTC-7（PDT）。